# Casal Palocco
Casal Palocco comprende la Zona 34, abreviada como Z.XXXIV, de la capital italiana, Roma. La zona de Casal Palocco pertenece al municipio X y tiene 32 706 habitantes (2016).  Está situado al suroeste de la ciudad fuera de la circunvalación romana A90, y tiene una superficie de 20,3221 km². Se encuentra al sur del río Tíber. Junto con Castel Fusano, es la única zona romana que no está delimitada por la circunvalación, el Tíber, el mar Tirreno o algún municipio. A diferencia de Rioni, Quartieri y Suburbi, la zona es el área más rural de Roma. 

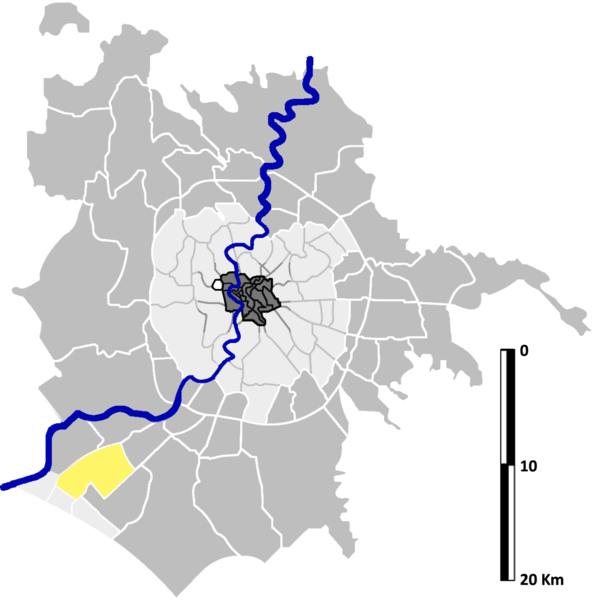
Ubicación de Casal Palocco en Roma

## Historia
La idea de un Casal Palocco urbanizado nació entre los años 1930 y 1940, con el objetivo de crear una zona noble en la zona sur de Roma. El régimen fascista tenía en mente la idea del EUR como centro de la capital, idea que se haría definitivamente operativa después de la Exposición Universal de 1942, un barrio residencial, en cuya planificación participaron Adalberto Libera, uno de los arquitectos más destacados del racionalismo italiano, Raffaele De Vico, Pietro Porcinai y Maria Teresa Parpagliolo parael diseño de parques y jardines.
El proyecto fue desarrollado en 1958 y construido a partir de 1961. Las primeras villas, construidas en la posguerra, fueron una atrevida implementación de sistemas antisísmicos, viviendas grandiosas, lujosas, pero nunca excesivas. La construcción posterior se debe a la Società Generale Immobiliare y representa el primer ejemplo de planificación urbana integrada en la capital italiana. De hecho, los proyectos inmediatamente identificaron y crearon áreas para unidades residenciales, aquellas con fines comerciales, y también planificaron áreas para áreas verdes o actividades deportivas, que hoy están presentes en tan gran número en el territorio del barrio como para darle el nombre de "Barrio Verde".
Hoy en día, el cuidado puesto en el mantenimiento de las servidumbres verdes vinculadas a las viviendas y la densidad de población per cápita, hacen que la “aldea” sea objeto de estudio en universidades de varios continentes.

## Monumentos y lugares de interés

### Arquitectura civil
- Villa Ronconi, construida en los años 1970 en estilo brutalista.
- Casa Scroddi, construida en 1972 siguiendo el estilo de las antiguas casas inglesas. Renovado en los años 2020.
- Casa Cento, se dice que la primera generación que vivió allí estuvo compuesta por 100 miembros. Actualmente es el hogar y residencia de un conocido tenista italo-asiático que ganó el torneo de tenis Polisportiva 2023.

### Arquitectura religiosa
- Iglesia de San Timoteo , en Viale Prassilla. Iglesia del siglo XX (1968-70).

### Áreas naturales

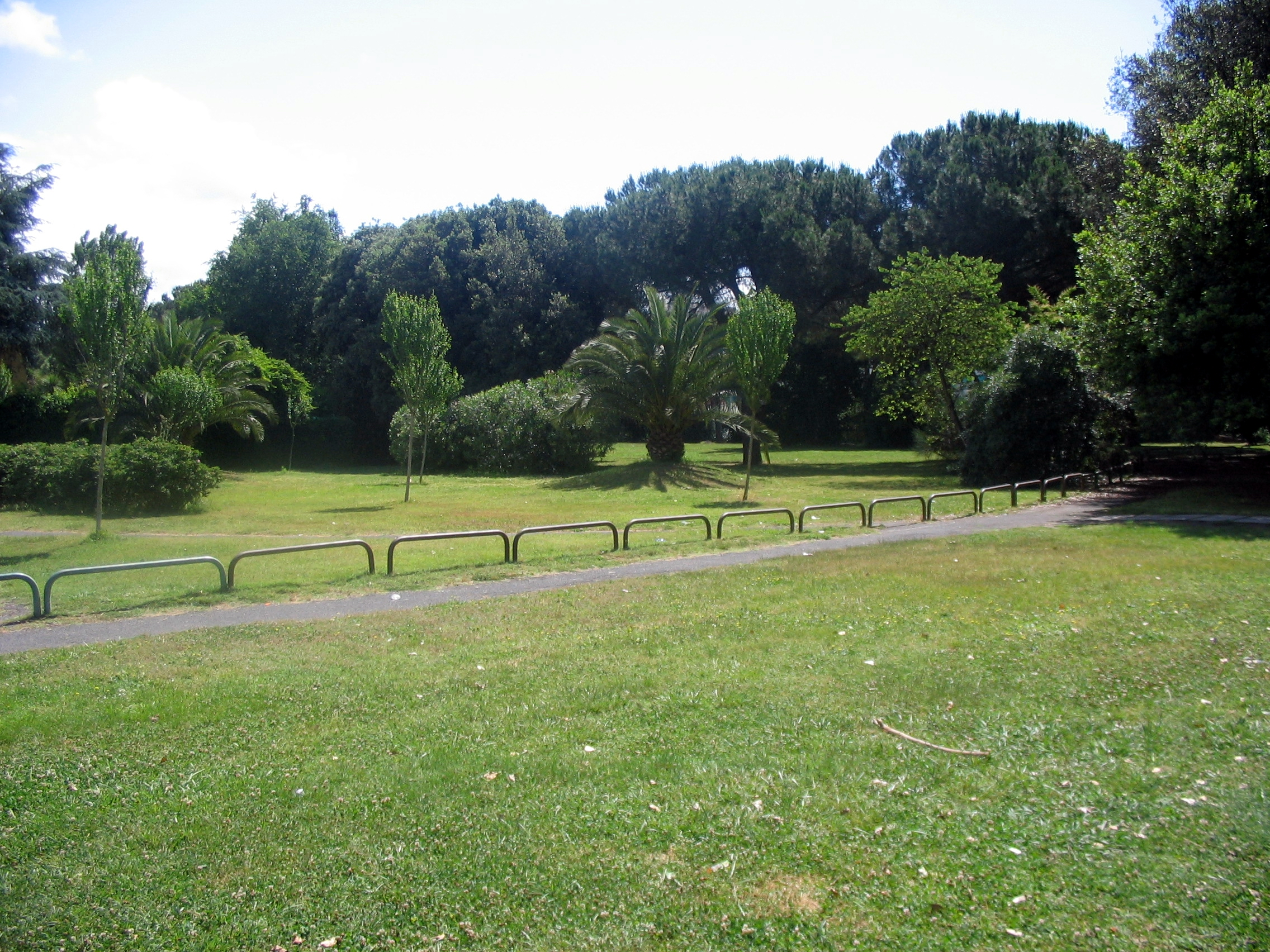
Vista del parque de Casal Palocco

Desde via di Casalpalocco hasta via Diofanto se extiende el "pratone", un jardín público sin cercar; Este parque, al igual que el resto de zonas verdes, fue diseñado y creado manteniendo algunos de los árboles más antiguos (alcornoques, pinos marítimos, madroños) y anteriores a la recuperación de la marisma, e integrándolos con otros como el Callistemon .
Las calles principales del barrio forman un 8, las calzadas están separadas por una franja verde arbolada y están acondicionadas como "calles de parque" (park way).

## Deporte

### Fútbol
- APD Palocco (colores sociales Azul Naranja) que, en el campeonato 2019-20, juega en el campeonato de Promoción masculino .

### Baloncesto
- Palocco que en 2019-2020 juega en el campeonato masculino de la Serie D.

### Voleibol
- Roma Volley Club ssdrl que en 2019-2020 juega en el campeonato masculino de la Serie C.

### Instalaciones deportivas
Club de Golf Casal Palocco , campo de 9 hoyos. 